# Her Majesty’s SPIFFING
Her Majesty’s SPIFFING (auf Deutsch etwa: Das SPIFFING ihrer Majestät, wobei SPIFFING eine Abkürzung darstellt, die auch als Auftakeln gelesen werden kann) ist ein Computerspiel des nordirischen Entwicklerstudios Billy Goat Entertainment. Die erste Episode des dreiteiligen Adventures erschien 2016.

## Handlung
Nach dem Brexit versinkt das Vereinigte Königreich in Chaos und Isolation. Königin Elisabeth II. übt ihr Hoheitsrecht aus, löst das Parlament auf und übernimmt die Macht, um das Königreich zu alter Größe zurückzuführen. Da es als zu aufwendig erscheint, zu Kolonialzeiten britische Gebiete auf der Erdoberfläche zurückzuerobern, initiiert die Königin die Weltraumbehörde SPIFFING (Special Planetary Investigative Force For Inhabiting New Galaxies, auf Deutsch etwa Besondere Planetarische Forschungstruppe für die Besiedelung Neuer Galaxien), um ein intergalaktisches Britisches Weltreich zu gründen. Die HMSS Imperialise 2 mit Captain Frank Lee English und dem aus Wales stammenden Sub-lieutenant Aled Jones an Bord wird ausgesendet, um geeignete Planeten für die Kolonisierung ausfindig zu machen. Der Spieler übernimmt die Rolle von English.
English und Jones entdecken einen Planeten, der für eine Kolonisierung geeignet erscheint. Nach der Landung müssen beide feststellen, dass der Planet bereits von Frankreich beansprucht wird: Der französische Astronaut Antoine und sein dressierter Gorilla Pierre waren vor den Engländern vor Ort und haben den Planeten in Besitz genommen. English gelingt es, die Franzosen vom Planeten zu vertreiben. Wenig später landende US-Amerikaner, die ebenfalls Kolonisierungsabsichten haben, erkennen die britische Herrschaft über den Planeten an und kehren um.

## Spielprinzip und Technik
Her Majesty’s SPIFFING ist ein Third-Person-3D-Adventure. Die dreidimensionale Spielumgebung wird von der Unity-Engine in Echtzeit berechnet. Der Spieler steuert die Spielfigur mit der Maus durch die Spielwelt. Objekte, mit denen die Spielfigur interagieren kann, werden beim Überfahren mit der Maus optisch hervorgehoben. In diesem Zustand kann mit einem Rechtsklick ein aus Icons bestehendes, um den Mauszeiger herum gruppiertes Kontextmenü aufgerufen werden, mit dessen Hilfe Objekte untersucht, aufgenommen, manipuliert oder mit Objekten aus dem Inventar des Spielers kombiniert werden können. Außerdem ist mithilfe des Kontextmenüs die Kommunikation mit NPCs möglich. Dialoge werden durch eine Single-Choice-Auswahl vom Spiel vorgegebener, in die Situation passender Themen gesteuert. Mit fortschreitendem Handlungsverlauf werden weitere Orte freigeschaltet.
Die Sprachausgabe des Spiels erfolgt ausschließlich in englischer Sprache. Das Spiel bietet eine Umstellung auf US-amerikanisches Englisch an, diese äußert sich jedoch ausschließlich darin, dass in Anschluss an nach Ansicht der Entwickler lustigen Dialogstellen Lachkonserven eingespielt werden, wie sie seit den 1950er-Jahren im US-Fernsehen üblich sind. Das Spiel blendet auf Wunsch Untertitel für die Dialoge ein, die in fünf Sprachen verfügbar sind.

## Produktionsnotizen
Das im nordirischen Belfast beheimatete Entwicklerstudios Billy Goat Entertainment produzierte ursprünglich Animationsfilme für Werbeagenturen. Um die Produktion von Her Majesty’s SPIFFING zu finanzieren, startete das Studio im November 2013 eine Crowdfunding-Kampagne auf der Plattform Kickstarter. Die Kampagne scheiterte jedoch, da von den anvisierten 30.000 Pfund Unterstützung lediglich knapp 12.000 Pfund erzielt wurden.
Im Oktober 2014 startete das Studio erneut eine Kickstarter-Kampagne, um die Finanzierung des Spieles zu unterstützen, wieder mit dem Ziel, 30.000 Pfund einzusammeln. Im Rahmen der zweiten Kampagne wurde eine Demo veröffentlicht, anhand derer man sich einen über Screenshots hinausgehenden Eindruck von der Gestaltung des Spiels verschaffen konnte. Die zweite Kampagne war erfolgreich und brachte Unterstützerbeiträge in Höhe von knapp 34.000 Pfund ein. Weitere Finanzierungsbeiträge wurden durch die nordirische Filmförderungsanstalt Northern Ireland Screen sowie die Wirtschaftsförderungsagentur Invest Northern Ireland geleistet. Die Veröffentlichung des Spiels wurde seitens Billy Goat Entertainment für September 2015 avisiert. Die tatsächliche Veröffentlichung erfolgte im Dezember 2016.
Narrativ plante William Barr ursprünglich einen Hauptcharakter, der ähnlich wie in den Computerspielen Portal oder The Stanley Parable lediglich als anonyme Projektion der Handlungen des Spielers dienen sollte. Im Rahmen der Ausarbeitung der Handlung zeigte sich jedoch, dass die Figur des Captain für diesen Ansatz zu viel Potenzial bot, sodass er mit einer eigenen Persönlichkeit ausgestattet wurde.
Das Spiel ist in drei Episoden unterteilt, die nacheinander veröffentlicht werden sollen. Der 2016 veröffentlichte Teil des Spiels umfasst dabei nur die erste Episode namens The Empire Staggers Back (auf Deutsch etwa Das Imperium Taumelt Zurück). Im Mai 2017 erschien selbige für mobile Endgeräte mit den Betriebssystemen Android und iOS. Seitdem ist es still um das Spiel. Im Rahmen der erfolgreichen Crowdfunding-Kampagne 2014 hatten über ein Drittel der Unterstützer mit ihrem Finanzierungsbeitrag einen sogenannten Season Pass erworben, ein Anrecht auf Zugang zu den Episoden 2 und 3. Das Entwicklerstudio äußerte sich bisher nicht zu Erscheinungsterminen der weiteren Episoden. Inhaltlich verriet die Firma in einem Kampagnenupdate auf Kickstarter, dass die zweite Episode auf einem anderen Planeten spiele, auf dem Captain English und Aled den dortigen Eingeborenen „westliche Werte“ und Demokratie näherbringen sollen.

## Rezeption
Her Majesty’s SPIFFING erhielt gemischte Bewertungen. Die Rezensionsdatenbank Metacritic aggregiert Rezensionen verschiedener Medien zu einem Mittelwert von je nach System 60 (PC-Fassung) bis 74 (PS4-Fassung) Punkten. Das Fachmagazin Adventure-Treff lobte die „hübsch anzusehende“ Grafik und den Humor des Spiels und stellte heraus, dass es zwar für die PlayStation 4 entwickelt wurde, dass die Steuerung aber sowohl auf der Konsole als auch auf einem PC gut funktioniere. Das Magazin vergab jedoch ob des geringen Umfang des Spiels eine mittelmäßige Wertung: Der Großteil des Spiels spiele sich im Raumschiff der Protagonisten ab, dieses sei nur wenige Räume groß, und die Gesamtspielzeit betrage lediglich zwei Stunden. Die interessanten Ansätze der Story könnten sich so nicht entfalten, und im Spieler bleibe das Gefühl zurück, ein unfertiges Spiel erhalten zu haben. Das deutschsprachige Spielemagazin Man!ac zog Vergleiche zu den Adventurespielen der US-amerikanischen Firma Telltale Games. Redakteurin Fabiola Günzl ließ sich positiv über den Humor des Spiels aus, der sich aus „amüsanten Dialogen“ und „irre komischen Anspielungen“ speise und Erinnerungen an Filme der britischen Komikergruppe Monty Python wecke. In der Tat gibt Spieldesigner William Barr Monty Python und darüber hinaus die britische TV-Serie Blackadder als Inspiration für das Script zu Her Majesty’s SPIFFING an. Kritisiert wurde von Man!ac die Anspruchslosigkeit der Rätsel. Die britische Tageszeitung The Guardian befand, Her Majesty’s SPIFFING stelle „eine Liebeserklärung“ an das Point-and-Click-Genre und gleichzeitig eine Modernisierung desselben dar. Das Spiel verfüge über ein „geistreiches Script und trockenen politischen Humor“, der insbesondere die Situation rund um den Brexit aufs Korn nehme. Das englischsprachige Fachmagazin AdventureGamers befand, Her Majesty’s SPIFFING sei „bis unter das Dach vollgepackt mit Wortwitz, popkulturellen Anspielungen, Klischees und Metaphern“, und lobte die Grafik des Spiels. Das Magazin zog Vergleiche zur Animationsfilmserie Wallace & Gromit und bezeichnete die Bedienung des Spiels als „ungewöhnlich“. Kritisiert wurde auch von AdventureGamers die sehr kurze Spielzeit, die ein Entfalten der Story unmöglich mache.
2017 gewann Her Majesty’s SPIFFING bei den Industry Awards der Independent Game Developers’ Association in der Kategorie „Creativity and Heritage Award“ und setzte sich dabei gegen Spiele wie Total War: Warhammer II oder RuneScape durch.